# Agallia albovenosa
Agallia albovenosa är en insektsart som beskrevs av Franz Xaver Fieber 1868. Agallia albovenosa ingår i släktet Agallia och familjen dvärgstritar. Inga underarter finns listade i Catalogue of Life.